# Джеймс Типтри-младший
Э́лис Ха́стингс Брэ́дли-Ше́лдон (англ. Alice Hastings Bradley Sheldon; 24 августа 1915 — 19 мая 1987), более известная под псевдонимом Джеймс Ти́птри-мла́дший (англ. James Tiptree, Jr.), а также как Ракку́на Ше́лдон (англ. Raccoona Sheldon) — американская писательница.

## Биография
Выпускница Калифорнийского университета в Беркли. Дебютировала статьёй «Счастливчики» (англ. The Lucky Ones, 1946). Выпускница разведывательной школы ВВС США.
Работала в ЦРУ с момента основания организации. После смены личности защитила диссертацию по экспериментальной психологии в Университете Джорджа Вашингтона. Первой научно-фантастической публикацией доктора философии Джеймса Типтри-младшего стал рассказ «Рождение коммивояжера» (1968). В названии дебютного рассказа видна аллюзия, отсылающая читателя к названию знаменитой пьесы Артура Миллера «Смерть коммивояжера».
Псевдоним писательницы имеет реминисцентную природу и корреспондируется с названием популярного в Великобритании мармелада, который американская писательница однажды увидела в витрине кондитерского магазина в 1967 году. Псевдоним был раскрыт в 1977 году. Ряд текстов опубликован под псевдонимом Раккуна Шелдон (англ. Raccoona Sheldon).
Дважды выходила замуж. Застрелила своего второго мужа, который ранее утратил зрение и был парализован, и покончила с собой.
Лауреат двух премий «Хьюго» и трёх «Небьюла». Лауреат «Локуса» (1984) и «Юпитера» (1977).